# Uristes velia
Uristes velia är en kräftdjursart som beskrevs av J. L. Barnard 1961. Uristes velia ingår i släktet Uristes och familjen Uristidae. Inga underarter finns listade i Catalogue of Life.